# Horonuku
Le Horonuku est un prototype de char à voile qui a atteint la vitesse de 225,58 km/h le 24 février 2023 en Australie. Cela en fait le véhicule terrestre utilisant l'énergie du vent le plus rapide qui ait été enregistré à cette date.

## Caractéristique du véhicule
Le Horonuku est un prototype de char à voile construit pour battre le record de vitesse terrestre avec l'énergie du vent comme seule force propulsive. En maori, Horonuku signifie « glisser rapidement à travers le pays ». C'est un projet que l'on doit à Emirates Team New Zealand.
Le véhicule asymétrique de type prao a une longueur de 14,20 m pour un maitre bau de 8,20 m et une hauteur hors-tout de 11,20 m au niveau du mat-aile. L'ensemble roulant pèse 2 800 kg. Le fuselage contenant l'habitacle dispose d'une roue à l'avant et de deux roues en tandem à l'arrière ; la coque à droite servant de balancier n'a qu'une roue carénée.
Le Horonuku ne peut performer qu'en amure tribord lors de ses runs de vitesse. Cependant, l'aile peut pivoter pour permettre au véhicule de parcourir les 8 à 10 km de retour à une vitesse moindre et revenir au point de départ.

## Historique
Horonuku atteint la vitesse de 222,4 km/h le 11 décembre 2022 sur le lac Gairdner en Australie-Méridionale, dans la zone sud du désert de sel (32° 09′ 57″ S, 135° 58′ 52″ E) aménagée pour les tentatives de record de vitesse par l'organisme Dry Lakes Racers Australia. L'engin est piloté par Glenn Ashby, un marin professionnel de la Coupe de l'America. Ce record est homologué par la fédération internationale de char à voile (FISLY). Cela en fait le véhicule terrestre utilisant l'énergie du vent le plus rapide qui n'ait jamais été enregistré. La prouesse réside dans la vitesse de l'appareil par rapport à celle du vent qui n'est que de 22 nœuds (à peu près 40 km/h).
L'engin bat à nouveau le record le 24 février 2023 à la vitesse de 225,58 km/h, avec le même pilote et toujours sur le lac Gairdner.